# Mustafa Hayri Efendi
Mustafa Hayri Efendi, né en 1867 en Tripolitaine (Empire ottoman) et mort le 7 juillet 1921 à Ürgüp, est un imam et homme politique qui est l'un des derniers cheikhs al-Islam ottomans.
Il est connu pour avoir lancé le djihad ottoman contre la Triple Entente pendant la Première guerre mondiale mais aussi pour s'être opposé au génocide arménien.

## Jeunesse et éducation
Ürgüplü Mustafa Hayri Efendi nait en 1867 dans une famille d'érudits musulmans. Son père, Abdullah Avni Efendi est notamment le directeur des fondations religieuses (evkaf) du vilayet de Tripoli. En 1869, il retourne à Ürgüp, puis s'installe à Kayseri, où le jeune Hayri reçoit une éducation religieuse à la madrassa Yagmurlu. En 1883, Hayri part pour Constantinople et étudie pendant 8 ans à la madrassa Başkurşunlu dans le quartier de Fatih avant de s'inscrire à la faculté de droit (tr) de l'université d'Istanbul.

## Carrière professionnelle
Une fois son diplôme de la faculté de droit (tr) de l'université d'Istanbul obtenu, Hayri travaille d'abord comme professeur (moudarris) à Bursa avant de se mettre au service du ministère de la Justice (tr) pour lequel il occupe divers postes à Maraş, Tripoli, Lattaquié et Salonique. 

## Carrière politique
Alors qu'il est directeur de prison à Salonique, il se rapproche de certains cercles formés par des officiers et intellectuels turcs dans lesquels il prend une part active. Il rejoint notamment le Comité union et progrès pour lequel il est député de Niğde à deux reprises pendant la Seconde période constitutionnelle ottomane (en).
Sous le vizirat d'Ibrahim Hakki Pacha, il accède au poste de ministre des fondations religieuses (en), puis sous celui de Mehmed Saïd Pacha (en), il devient ministre de la Justice (tr).

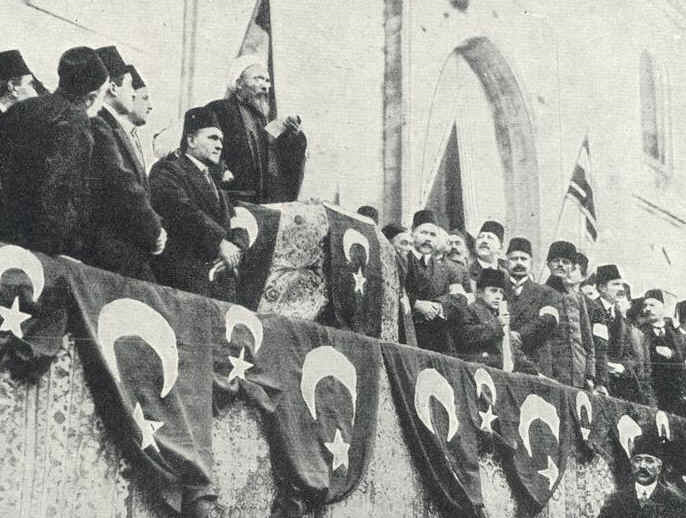
Küçük Ali Haydar Efendi faisant lecture de la fetva de Mustafa Hayri Efendi appelant au djihad contre la Triple-Entente, le 23 novembre 1914.

Le 16 mars 1914, il est nommé Şeyhülislam par le sultan Mehmed V. Dans l'Empire ottoman, ce titre confère une autorité similaire à celle d'un grand moufti. Ainsi, lorsque l'Empire déclare la guerre à la Triple-Entente quelques mois plus tard, c'est Mustafa Hayri qui est chargé de rédiger l'avis juridique (fetva) légitimant l'entrée dans le Premier Conflit mondial. En 1915, il est l'auteur d'un nouvel avis juridique encourageant les musulmans du Soudan anglo-égyptien à se révolter contre l'Empire britannique,. Son appel au djihad aura un impact très limité sur le déroulement des opérations de la Première Guerre Mondiale.